# Marasuchus lilloensis

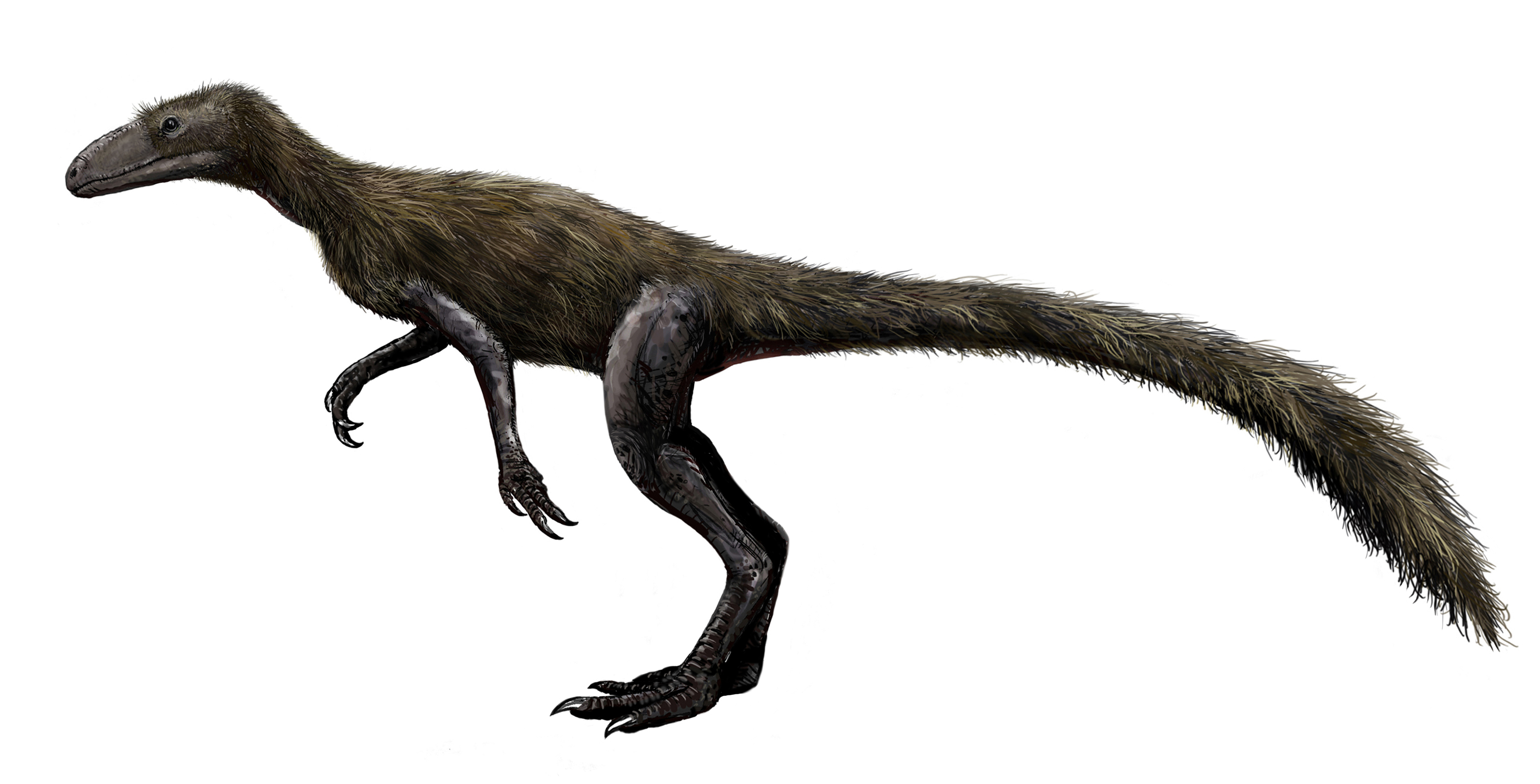
Reconstrucció artística

Marasuchus lilloensis és una espècie d'ornitodir similar als dinosaures que va viure en el Triàsic mitjà en el que actualment és l'Argentina. Aquesta espècie fou descrita originalment com una segona espècie de Lagosuchus, L. lilloensis. Tanmateix, en un segon estudi de Lagosuchus fet per Sereno i Arcucci (1994), els autors van concloure que l'espècimen original (tipus) estava massa pobrament preservat per a permetre assignar altres espècimens al gènere. També van dir que l'espècimen de L. lilloensis tenia unes proporcions de les extremitats diferents a les de l'espècie tipus. Sobre aquesta base, van assignar L. lilloensis a un nou gènere, Marasuchus.